# Бойня (приток Волги)
Бойня — река в России, протекает по Ржевскому и Зубцовскому районам Тверской области. Исток — в Старицком районе. Устье реки находится в 3255 км от устья Волги по левому берегу. Длина реки составляет 53 км, площадь водосборного бассейна — 451 км².

## Данные водного реестра
По данным государственного водного реестра России относится к Верхневолжскому бассейновому округу, водохозяйственный участок реки — Волга от Верхневолжского бейшлота до города Зубцов, без реки Вазуза от истока до Зубцовского гидроузла, речной подбассейн реки — бассейны притоков (Верхней) Волги до Рыбинского водохранилища. Речной бассейн реки — (Верхняя) Волга до Куйбышевского водохранилища (без бассейна Оки).
Код объекта в государственном водном реестре — 08010100412110000000854.

### Притоки
(указано расстояние от устья)
- 7,4 км: река Городня (лв)
- 16 км: река Олешня (лв)
- 18 км: река Мерзкая (лв)
- 25 км: река Дуниловка (пр)

## Топографические карты
- Лист карты O-36-141 Ржев. Масштаб: 1 : 100 000. Издание 1980 г.
- Лист карты O-36-129 Луковниково. Масштаб: 1 : 100 000. Издание 1979 г.
- Лист карты O-36-130 Старица. Масштаб: 1 : 100 000. Издание 1979 г.